# Marcus Vettius Bolanus (consul en 111)
Pour son père, voir Marcus Vettius Bolanus (consul en 66).
Marcus Vettius Bolanus est un sénateur romain du début du IIe siècle, consul éponyme en 111 sous Trajan.

## Biographie
Il est le fils de Marcus Vettius Bolanus, consul suffect en 66 puis nommé gouverneur de Bretagne par Vitellius de 69 à 71.
En l’an 111, sous Trajan, il est consul éponyme aux côtés de Caius Calpurnius Piso.
Il a un frère, peut-être Caius Clodius Crispinus, consul éponyme en 113[réf. souhaitée], à qui le poète Stace dédie un poème laudatif (« à Crispinus, fils de Vettius Bolanus »).